# Derolus discicollis
Derolus discicollis là một loài bọ cánh cứng trong họ Cerambycidae.